# Шимон Годземба-Тритек
Шимон Годземба-Тритек (пол. Szymon Godziemba-Trytek, нар. 21 лютого 1988, Бельсько-Бяла, Сілезьке воєводство, Польща) – польський композитор, музикознавець, педагог.

## Біографія[1]
З 2008 по 2013 роки навчався композиції та теорії музики в Музичній академії ім. Ф. Нововейського в Бидгощі (клас М.  Ясінського, М. Борковського). З 2013 року – викладач факультету композиції, теорії музики та музичної режисури Музичної академії ім. Ф. Нововейського. В 2019 захистив дисертацію та отримав ступінь доктора музичного мистецтва в Музичному університеті Фридерика Шопена у Варшаві. Протягом артистичного сезону 2016 – 2017 був композиторем-резидентом хору польського радіо в Кракові. У творчості Шимона Годземби-Тритека представлені  хорові, вокально-інструментальні, симфонічні та камерні твори. 
Шимон Годземба-Тритек здобув нагороди на міжнародних композиторських конкурсах "Musica Sacra Nova 2016" (Кембридж, Велика Британія), "Musica Sacra" (2014, Кельн, Німеччина), EACC12 Choral Composition Award (2012, Грац, Австрія) за хорові твори. За симфонічні та хорові твори нагороджувався в конкурсах композиторів в Польщі, у т.ч. конкурсі ім. К.Шимановського (2013), "Fides et Ratio" (2009), Chóralną Pieśń Pasyjną (2012), Opus 966 (2014), конкурсі ім. Т. Охлевського (2015). 
Твори Шимона Годземба-Тритека виконувалися на фестивалях Варшавська осінь, Познаньська весна, Sacrum non Profanum, Gaude Mater, Legnica Cantat, Europäisches Festival für zeitgenössische geistliche Musik, International Choral Festival Missoula, Cork International Choral Festival в Польщі, а також в Австрії, Великій Британії, Вірменії, Ірландії, Іспанії, Італії,  Литві, Німеччині, Росії, США, Україні.
Композиції Шимона Годземби-Тритека опубліковані видавництвами Polskie Wydawnictwo Muzyczne, Wydawnictwo Akademii Muzycznej im. Feliksa Nowowiejskiego (Польща), Schott Music, Carus-Verlag (Німеччина), Helbling Verlag (Австрія).

## Твори[2]

#### Хорові твори
- Missa Brevis для мішаного хору (2009)
- Doctrina bona dabit для мішаного хору (2010)
- Quo abiit dilectus tuus для сопрано та мішаного хору (2011)
- Beati для мішаного хору (2012)
- O vos omnes для мішаного хору (2012)
- Мала кашубська сюїта для мішаного хору, Mała suita kaszubska (2012)
- Mała suita kaszubska для жіночого хору (2013)
- Miserere mei Deus, miserere mei для мішаного хору (2013)
- Agnus Dei для мішаного хору (2013)
- Mój Ójcze для мішаного хору (2014)
- Wietnam для вокального ансамблю (2014)
- Nox praecessit для мішаного хору a cappella (2014)
- Nox praecessit для жіночого хору a cappella (2014)
- O vos omnes для жіночого хору a cappella (2015)
- Beatus vir для мішаноо хору a cappella (2015)
- The Mystery of Fith для мішаного хору (2015)
- A Wanderer's Song для дитячог хору (2015)
- Si sumpsero pinnas для мішаноо хору (2016)
- Hodie scietis quia veniet Dominus для народного голосу, дрібних інструментів та мішаного хору (2016)
- Sub tuum praesidium для мішаного хору a cappella (2017)

#### Вокально-інструментальні твори
- Symbolum Nicenum для сопрано, 2 хорів та симфонічного оркестру (2008)
- Salomon для мішаного хору та органу (2009)
- Suita для сопрано та камерного оркестру (2010)
- Dies Irae для солістів, жіночого хору та оркестру (2011)
- Lux aeternam для солістів, жіночого хору та оркестру (2011)
- Symfonia Światła для 3 хорів та оркестру (2011)
- Si ascendero in caelum для солістів, хору та камерного оркестру (2011)
- Mała suita для сопрано та симфонічного оркестру (2011)
- Canticum Canticorum для сопрано, читця, хору та камерного оркестру (2012)
- Salve Regina для хору та струнних (2012)
- Laudate pueri для мішаного хору та органу (2014)
- Etnos для хору, фортепіано, етнічних інструментів та перкусії (2014)
- Magnificat для солістів, флейт, ударних та струнних (2015)
- Pieśni Leśne(Лісові пісні)  для солістів, 3 жіночих хорів, народного голосу, колісної ліри, фортепіано та ударних (2016)
- Pinokio (мюзикл) для солістів, дитячого хору та оркестру (2016)
- Crux Christi salva nos для контратенора, баса-баритона, мішаного хору, валторн, контрабасів та ударних (2017)

#### Симфонічні твори
- Situazioni для оркестру (2013)
- Tre Epizodi для оркестру (2013)

#### Камерні твори
- Urwis для кларнету та фортепіано (2009)
- Gamoń для кларнету solo (2010)
- Pieśń Dawidowa для контра тенора та камерного ансамблю (2010)
- Guziki для низького голосу та фортепіано (2010)
- Al-chimija для препарованого кларнету (2011)
- Evolutione для ударних (2012)
- Zaświat для вокального ансамблю, 2 скрипок та гобою (2012)
- Contemplation of One Man's Martyrdom І для квінтету дерев’яних духових інструментів (2013)
- Contemplation of One Man's Martyrdom II для сопрано-саксофону та органу (2014)
- Contemplatio для альта та фортепіано (2016)